# Brodów
Brodów (německy Brodelwitz) je ves v jihozápadním Polsku, v Dolnoslezském vojvodství, v okrese Lubin v gmině Rudna. Leží přibližně 14 kilometrů severovýchodně od Lubinu. V roce 2021 měl Brodów 178 obyvatel.